# 神话系列
神话系列（Myth）为Bungie公司从1997年起开始在Windows系统和Mac OS上推出的即时战术游戏系列，游戏中的主要兵种为战士、弓箭手、相当于掷弹兵的矮人，《神话II》中加入了狂战士魔法师和苍鹭斗士。
系列全作为：
- 神话：堕落之神（由Eidos发行）
- 神话II：丧魂者（GT Interactive Software发行）
- 神话II：奇麦拉（资料片）
- 神话II：绿贝雷（以其引擎制作的现代战争游戏）
- 神话III：苍狼时代（MumboJumbo开发，Take-Two于2001年发行）